# Dick Taylor (musicista)
Richard Clifford Taylor, noto come Dick Taylor (Dartford, 28 gennaio 1943), è un cantante, chitarrista, polistrumentista e produttore discografico britannico.
Fu il primo bassista dei Rolling Stones. Uscì dal gruppo per studiare arte al Sidcup Art College, dove formò i Pretty Things nel settembre del 1963. Adesso, il musicista vive nell'Isola di Wight, in Inghilterra.

## Carriera
Nel luglio del 1962, mentre studiava al Sidcup Art College, nacquero i Rolling Stones dall'unione tra i Little Boy Blue and the Blue Boys, trio formato da Taylor, Mick Jagger e Keith Richards, e Brian Jones, membro dei Blues Incorporated, e Ian Stewart. Inizialmente, Taylor suonava nel gruppo la chitarra principale, ma dovette cedere il posto di chitarrista a Brian Jones e ricoprì così il ruolo di bassista. Nel novembre 1962, Taylor lasciò nuovamente il gruppo per ritornare al College e gli altri componenti del gruppo pubblicarono un annuncio in cui cercavano un altro bassista. Bill Wyman rispose all'annuncio, e, a partire dal dicembre 1962, succedette a Taylor.
Più tardi, nel 1963, Taylor formò i Pretty Things, con il cantante Phil May, dove ancora una volta fu chitarrista, il ruolo che preferiva. Durante una pausa dei Pretty Things, dopo la pubblicazione del loro album S.F. Sorrow, il musicista produsse l'album di debutto di Hawkwind, in cui inoltre suonò la chitarra. 
Il suo principale contributo al punk rock è una registrazione sonora da Auntie Pus. 
Durante la seconda metà degli anni '80 suonò la chitarra in un gruppo post punk inglese, i Mekons. Inoltre, collaborò e registrò insieme a Andre Williams a Chicago, nell'Illinois, per la St. George Records di George Paulus. I membri principali dei Pretty Things sono presenti nella band ancora oggi e nel 2007 hanno pubblicato l'album Balboa Island, con l'etichetta discografica Cote Basque.